# Sidodadi (Lawang)
Sidodadi is een bestuurslaag in het regentschap Malang van de provincie Oost-Java, Indonesië. Sidodadi telt 8600 inwoners (volkstelling 2010).